# 伊藤顕栄
伊藤 顕栄（いとう あきえい、1931年 - ）は日本の引退牧師。

## 経歴
山形出身、中央聖書神学校で学び、北西大学 (米国ワシントン州カークランド市) を卒業。学士 (聖書学)、修士 (神学)。現日本アッセンブリーズ・オブ・ゴッド教団篠原教会名誉牧師。

## 著書
- 『ヨハネの手紙』（いのちのことば社）
- 『新聖書注解』（いのちのことば社）
- 『嵐と魚ととうごまとヨナ書講解説教集』（いのちのことば社）
- 『これだけが自慢 ｶﾞﾗﾃﾔ人への手紙講解説教集』（いのちのことば社）

| スタブアイコン | サブスタブ | この項目は、まだ閲覧者の調べものの参照としては役立たない、人物に関連した書きかけの項目です。この項目を加筆・訂正などしてくださる協力者を求めています（P:人物伝/PJ:人物伝）。 |